# Ecclinusa orinocoensis
Ecclinusa orinocoensis är en tvåhjärtbladig växtart som beskrevs av Aubrev. Ecclinusa orinocoensis ingår i släktet Ecclinusa och familjen Sapotaceae. IUCN kategoriserar arten globalt som sårbar. Inga underarter finns listade i Catalogue of Life.